# Johannes Kiess
Johannes Kiess (* 2. Oktober 1985 in Rockville, MD, USA) ist ein deutscher Soziologe und Politikwissenschaftler. Er forscht zu Entstehung und Verbreitung politischer Einstellungen und politischer Mobilisierung. Schwerpunkte seiner Arbeit sind Rechtsextremismus, Antisemitismus, Erfahrungen in der Arbeitswelt, Gewerkschaften und politische Ökonomie.

## Biografie
Kiess wuchs in den USA, West- und Ostdeutschland auf und legte das Abitur 2004 an der Rudolf-Hildebrand-Schule in Markkleeberg ab. Nach dem Zivildienst studierte er an der Universität Leipzig Politikwissenschaft, Soziologie und Politikwissenschaft unter anderem bei Georg Vobruba. 2009–2010 absolvierte er ein Auslandssemester an der Ben-Gurion-Universität im Negev, Israel. Ab 2014 arbeitete er als wissenschaftlicher Mitarbeiter an der Universität Siegen u. a. in verschiedenen EU-Projekten am Lehrstuhl Vergleichende Kultursoziologie und politische Soziologie Europas von Christian Lahusen. In Siegen wurde er 2018 mit einer Arbeit zum Krisenframing der deutschen Sozialpartner 2007-2015 im Fach Soziologie mit Summa cum laude promoviert. Seit 2020 ist er stellvertretender Direktor des Else-Frenkel-Brunswik-Instituts für Demokratieforschung in Sachsen an der Universität Leipzig. Als Gastwissenschaftler war er 2016 am Max-Planck-Institut für Gesellschaftsforschung, 2016–17 am BMW Center for German and European Studies der Georgetown University sowie 2022 und 2024 an der Scuola Normale Superiore in Florenz zu Forschungsaufenthalten tätig.
Ein Schwerpunkt seiner Arbeit liegt auf der Erforschung rechtsextremer und weiterer antidemokratischer Einstellungen, insbesondere im Rahmen der Leipziger Autoritarismus Studien, die er mit Unterbrechungen seit 2010 auch mit herausgibt. Daneben beschäftigt er sich mit dem Zusammenhang von politischen Einstellungen und Demokratieerfahrungen in der Arbeitswelt sowie der Adoleszenz. Insbesondere für das Thema Rechtsextremismus tritt er regelmäßig als Experte in regionalen, nationalen und internationalen Medien auf.

## Mitgliedschaften
Kiess ist Mitglied verschiedener deutscher und europäischer Fachgesellschaften. Von 2021 bis 2024 war er Mitglied des Steering Committee der Standing Group on Political Sociology des European Council for Political Research, seit 2024 ist er Mitglied des Advisory Board der Standing Group. Seit 2023 ist er Mitglied des Beirats des sächsischen Netzwerk Schule ohne Rassismus – Schule mit Courage.

## Ehrungen
Die Universität Siegen verlieh ihm 2020 den Förderpreis der Dirlmeier-Stiftung für seine Dissertationsschrift.

## Publikationen (Auswahl)
- mit Oliver Decker, Ayline Heller & Elmar Brähler (Hrsg.): Vereint im Ressentiment. Autoritäre Dynamiken und rechtsextreme Einstellungen. Leipziger Autoritarismus Studie 2024. Gießen: Psychosozial, 2024. ISBN 978-3-8379-3397-0
- mit Michael Nattke: Widerstand über alles. Wie die Freien Sachsen die extreme Rechte mobilisieren. Leipzig: Edition überland, 2024. ISBN 978-3-948049-25-6
- mit Oliver Decker, Fiona Kalkstein & Piotr Kocyba (Hrsg.): Demokratie in Sachsen. Jahrbuch des Else-Frenkel-Brunswik-Instituts für 2023. Leipzig: Edition überland, 2024. ISBN 978-3-948049-24-9
- Learning by doing: The impact of experiencing democracy in education on political trust and participation. Politics 42(1): 75-94, 2022. DOI:10.1177/0263395721990287
- mit Oliver Decker, Ayline Heller & Elmar Brähler (Hrsg.) Autoritäre Dynamiken in unsicheren Zeiten. Neue Herausforderungen – alte Reaktionen? Leipziger Autoritarismus Studie 2022. Gießen: Psychosozial, 2022. ISBN 978-3-8379-3175-4
- mit Oliver Decker und Elmar Brähler (Hrsg.): The Dynamics of Right-Wing Extremism within German Society Escape into Authoritarianism. London: Routledge, 2022. ISBN 978-1-032-11149-0
- Sachsen in Arbeit. Trends und Analysen der sächsischen Arbeitswelt. Leipzig: Edition überland, 2020. ISBN 978-3-948049-03-4
- Die soziale Konstruktion der Krise. Wandel der deutschen Sozialpartnerschaft aus der Framingperspektive. Weinheim: Beltz-Juventa, 2019. (Dissertation) ISBN 978-3-7799-6064-5